# ويليام هولدن (صحفي)
ويليام هولدن (بالإنجليزية: William Holden)‏ هو صحفي أسترالي، ولد في 7 أبريل 1808، وتوفي في 11 أكتوبر 1897.